# 脱線係数

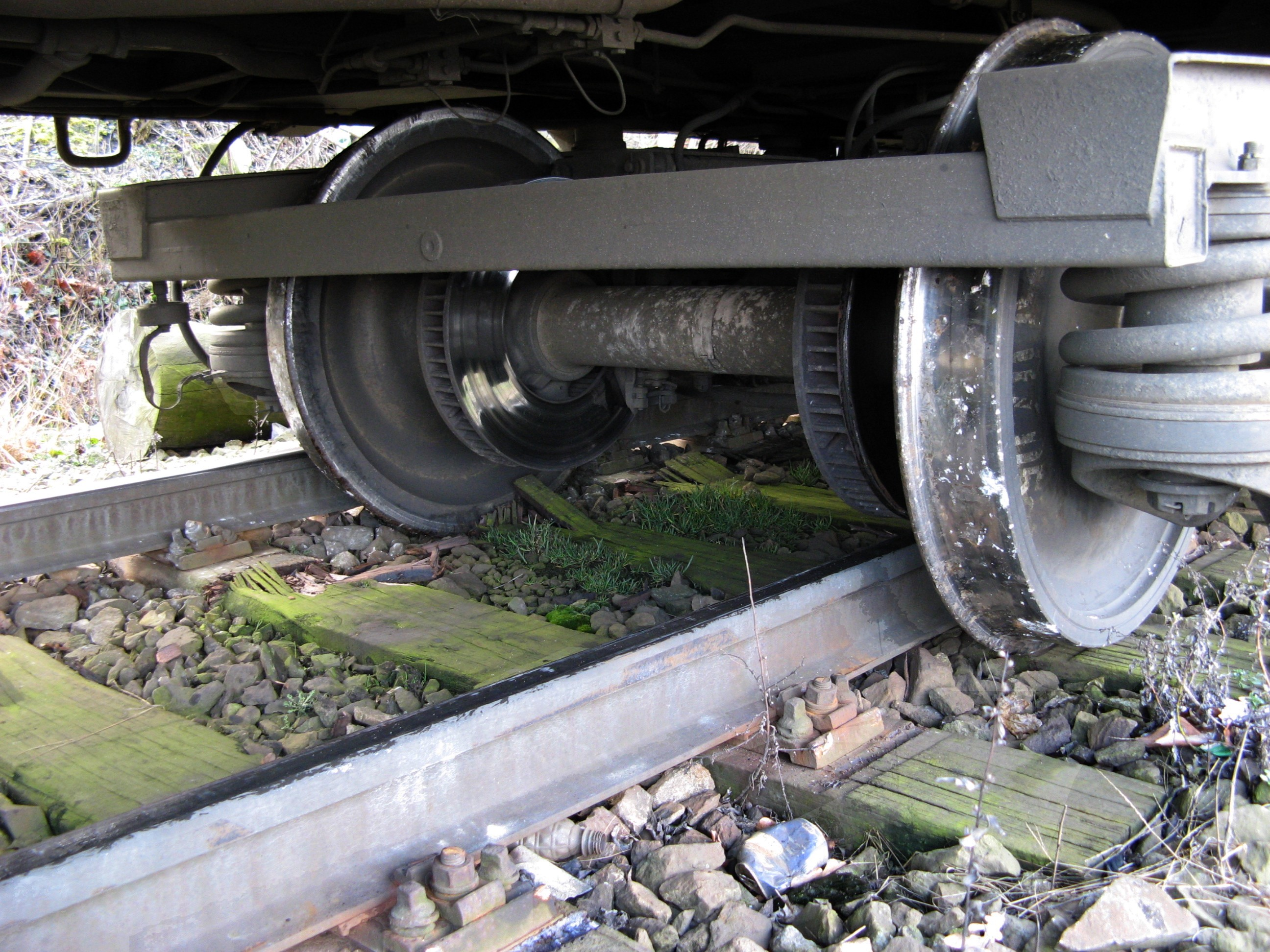
脱線した鉄道車両
チェコ・プラハの特急旅客車

脱線係数（だっせんけいすう、英: derailment quotient）とは、鉄道車両の車輪に負荷する横圧を輪重で除した値で定義される値のことで、鉄道車両の脱線発生に対する余裕度、安全性の指標として使われる。

## 定義

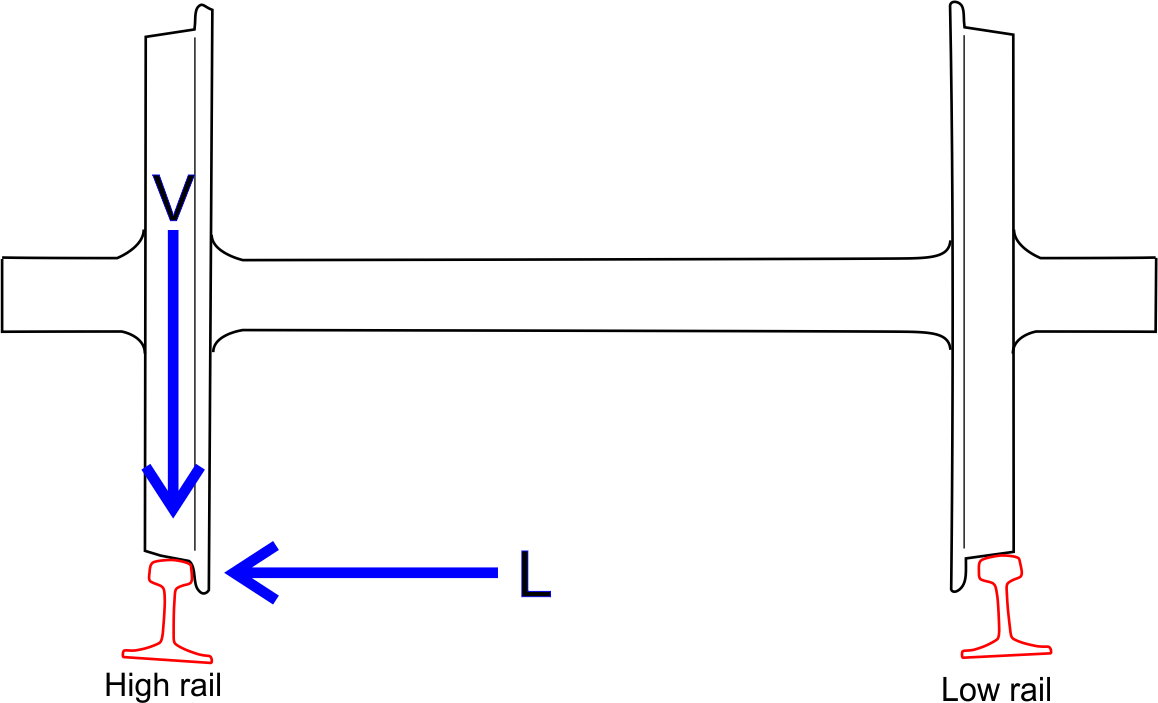
輪軸に負荷する横圧と輪重
図中では横圧L、輪重Vとしている

鉄道車両の車輪は、独立車輪形式のような特殊な場合を除き、1つの車軸に左右2つの車輪が固定される構造となっている。脱線係数は、1つの車輪当たりについて、車輪がレールを横方向に押す力の横圧Qを、車輪がレールを下方向に押す力の輪重Pで除した値、Q/Pとして定義される。このPとQによる記号表記は日本で一般的に用いられるもので、定義は同じだが、西ヨーロッパでは横圧Y、輪重Q、脱線係数Y/Qと表記し、アメリカ合衆国では横圧L、輪重V、脱線係数L/Vと表記されることが一般的である。

## 脱線の種類

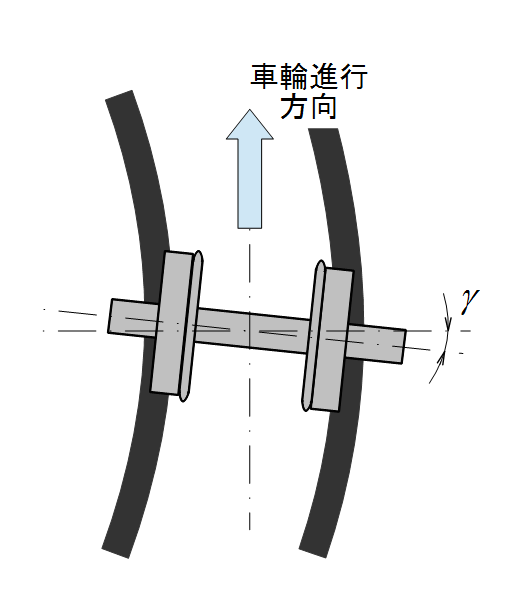
輪軸のアタック角

日本では1963年（昭和38年）の鶴見事故を受けて日本国有鉄道（国鉄）により策定された総合安全基準の中で、脱線の形態が以下のように分類され、現在でも適用されている。
1. 乗り上がり脱線
2. 滑り上がり脱線
3. 跳び上がり脱線

乗り上がり脱線と滑り上がり脱線は、車輪のフランジがレールと接触を保ったまま車輪がレールを転がり上がり脱線する形態で、両方を含有する呼び方として、せり上がり脱線という呼び方もある。
曲線などを通過するとき、右の図のように、輪軸の向きと輪軸進行方向の向きに角度γが生じる。この角度をアタック角という。乗り上がり脱線とは、車輪がレールへ接近する方向を向いた状態（右の図の右側車輪の状態）から、車輪がレールに乗り上げて脱線する現象を指す。3つの中で最も起こる可能性が高いのが乗り上がり脱線である。
一方、滑り上がり脱線とは、右の図の左側車輪のように、車輪がレールから離れる方向を向いた状態から、外力などがレール方向へ（図の場合は右へ）働き、車輪がレールに乗り上がり脱線する現象を指す。車輪がレールから離れようとしているが、それを超える大きな外力が働き脱線に至る形態で、乗り上がり脱線よりも発生しにくい。
輪軸のレールに対する左右方向速度が大きくなると、フランジはレールに衝突して車輪が跳び上がり、せり上がり脱線のような転がり上がる過程を経ずに、車輪がレールを乗り越え脱線する場合がある。このような脱線を跳び上がり脱線と呼ぶ。

## 脱線係数の安全基準値
路線を走行する車両の脱線係数が具体的にいくらなら安全と判断できるかという安全基準値については、過去にいくつかの基準が提案されてきた。走行試験などで得られた脱線係数の値が、この基準値を下回ることを確認することで、脱線に対する安全性を確認する。
基準値の求め方として、大きく二通りの考え方がある。一つは、ナダルの式に代表される車輪が準静的な力のつり合い状態にあることを仮定して求められるものである。これはせり上がり脱線の形態を前提として、車輪がレールに乗り上がり出す限界時の脱線係数を基準値とするものである。このときの脱線係数を限界脱線係数とも呼ぶ。
一方、脱線係数が限界脱線係数の値を超えたとしても直ちに車輪の乗り上がりが発生するわけではないので、超過が非常に瞬間的であれば脱線に至る危険性は低いと考えられる。走行試験やシミュレーションでも、ある時間以上、あるいは、ある走行距離以上にわたって限界脱線係数を超過しないと脱線しないことが確かめられている。もう一つの基準値は、このような考え方に基づき、脱線係数が限界脱線係数を超過する時間や走行距離を考慮に入れたものである。日本では、超過時間に基づく限界脱線係数の修正を採用しており、跳び上がり脱線に対しても評価できると考えられている。

### ナダルの式

#### 乗り上がり脱線の場合

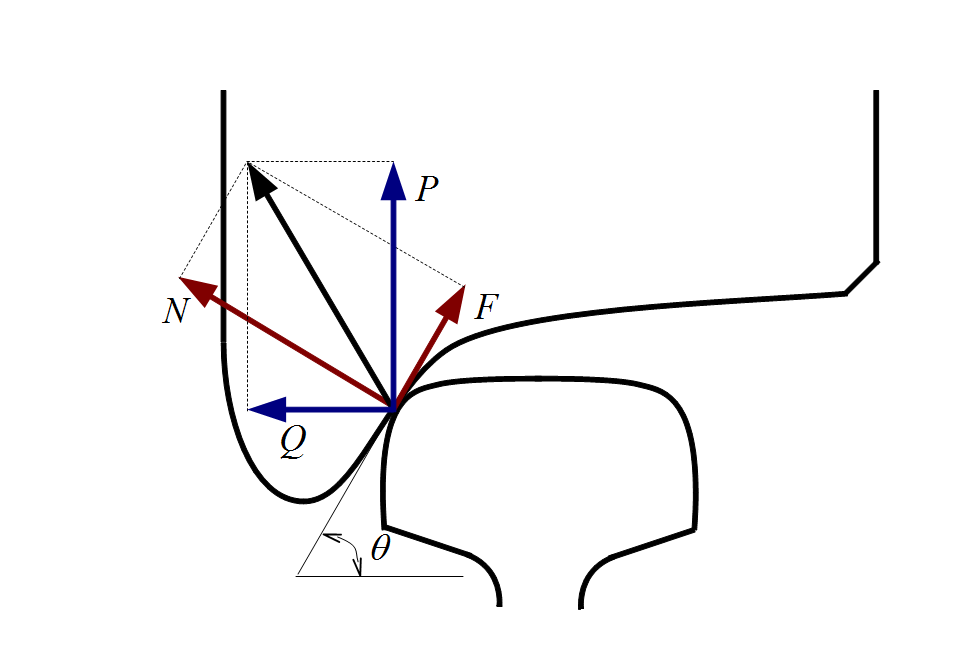
乗り上がり脱線時の車輪への作用力

乗り上がり脱線において、車輪のフランジがレールに対して上昇し出す限界脱線係数(Q/P)limitとして下記のナダルの式 (Nadal formula）が用いられる。
{\displaystyle Q/P\leq (Q/P)_{limit}={\frac {\tan \theta -\mu }{1+\mu \tan \theta }}} … (1)
ここで、θ:車輪・レールの接触角、μ:車輪・レール間の摩擦係数である。
図のような車輪のフランジがレールに乗り上げようとする乗り上がり脱線を考慮するときは、θはフランジ角度にほぼ等しいと考えられる。この式から、フランジ・レール間の摩擦係数が低いほど、フランジ角度が大きいほど、限界脱線係数が大きくなり、乗り上がり脱線に対して余裕を持つことが分かる。
式（1）は1908年にフランスの技術者ナダル（Nadal）により考案された。ナダルの式は準静的な力のつり合いに基づく簡易な式だが、その後多くの研究者が、アタック角や前後クリープ力などのより現実的な他の条件も考慮して限界脱線係数の値を求める試みを行ってきた。しかし、摩擦係数が同じ場合には、これらの限界脱線係数値はナダルの式による値を下回ることはなく、ナダルの式が安全側の指標を与えることから現在でも有用な指標となっている。
式（1）の導出は以下の通りである。フランジがレールに乗り上がろうとするとき、車輪・レール間の接触点において、右の図のように車輪はレールから接線力Fと垂直力Nを受ける。これらと輪重Pと横圧Qとの関係は
{\displaystyle Q=N\sin \theta -F\cos \theta } … (2)
{\displaystyle P=N\cos \theta +F\sin \theta } … (3)
式（2）を式で（3）で除すると脱線係数が得られる。
{\displaystyle Q/P={\frac {N\sin \theta -F\cos \theta }{N\cos \theta +F\sin \theta }}={\frac {\tan \theta -F/N}{1+F/N\tan \theta }}} … (4)
上式は車輪の平衡状態から計算されたものであるが、車輪の乗り上がりが発生しないためには、車輪に作用する左右方向の外力Lが車輪・レール接触部で作用する左右力よりも小さい必要があり、次の式を満たす必要がある。
{\displaystyle L\leq N\sin \theta -F\cos \theta } … (5)
式（5）を式（3）で除すると
{\displaystyle L/P\leq {\frac {N\sin \theta -F\cos \theta }{N\cos \theta +F\sin \theta }}={\frac {\tan \theta -F/N}{1+F/N\tan \theta }}} … (6)
となり、さらに外力Lは横圧Qと等しいと考え、
{\displaystyle Q/P\leq {\frac {\tan \theta -F/N}{1+F/N\tan \theta }}} … (7)
という条件が得られる。式（7）によると、接線力Fが最大のときに限界脱線係数は最も小さくなる。つまり、最大接線力Fを使用して脱線係数の評価をすることで安全側の評価が得られる。車輪とレール間の接線力Fにはクリープ力と呼ばれる力が働く(詳細は粘着式鉄道の粘着現象を参照)。クリープ力の粘着限界時の最大値はクーロン摩擦力で飽和すると見なし、{\displaystyle F=\mu N}を式（7）に代入すると式（1）となる。

#### 滑り上がり脱線の場合

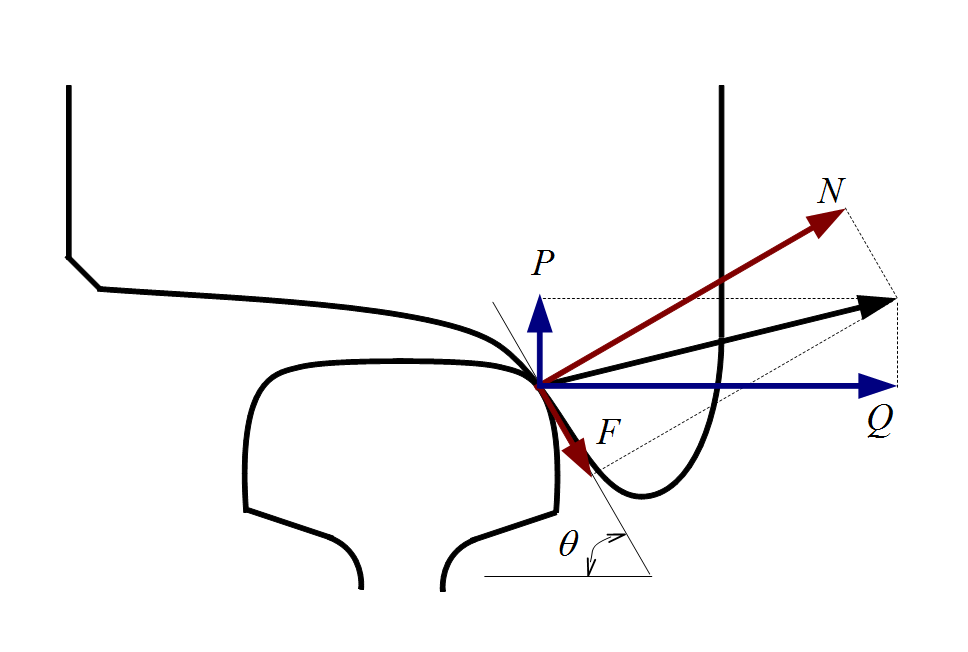
すべり上がり脱線時の車輪への作用力

滑り上がり脱線では車輪フランジの後方がレールと接触して発生するので、乗り上がり脱線の場合とは逆向きに接線力Fが働く。車輪が受ける作用力は右の図のようになり、乗り上がり脱線の場合と同様に力の関係から
{\displaystyle Q=N\sin \theta +F\cos \theta } … (8)
{\displaystyle P=N\cos \theta -F\sin \theta } … (9)
となり、結局は次の条件が得られる。
{\displaystyle Q/P\leq (Q/P)_{limit}={\frac {\tan \theta +\mu }{1-\mu \tan \theta }}} … (10)
この式から、滑り上がり脱線では、式（1）とは逆にフランジ・レール間の摩擦係数が高いほど限界脱線係数が大きくなり、乗り上がり脱線に対して余裕を持つことが分かる。

### 作用時間による限界脱線係数
脱線係数が限界脱線係数の値を超えたとしても直ちに車輪の乗り上がりが発生するわけではないので、超過が非常に瞬間的ならば脱線まで至る危険性は低いと考えられる。よって、作用時間が短い脱線係数を評価する場合は、限界脱線係数の値は通常よりも緩和（大きく）できると考えられる。このような考えを基に鉄道技術研究所の松平精らにより次のような限界脱線係数の式が提案された。
{\displaystyle (Q/P)_{limit}=\pi {\frac {i_{B}}{G}}{\frac {\tan \theta -\mu }{1+\mu \tan \theta }}{\sqrt {\frac {P_{w}h}{Pg}}}{\frac {1}{t}}} … (11)
ここで、iB:衝突が起きる車輪の反対側車輪とレールの接触点回りの輪軸の慣性半径、G:軌間、Pw:バネ下重量のみによる輪重、P:輪重、h：車輪の飛び上がり高さ、g：重力加速度、t：横圧の時間歴波形を正弦波とした仮定したときの横圧作用時間、である。特に、式 (11) での輪重Pの定義は、通常輪重として定義されている車輪・レール間上下作用力から輪重の慣性力を除いた値（= 輪軸の静的自重 + 軸受に作用する押し付け力）として定義されているので注意が必要である。
日本では、このような定義の輪重による脱線係数を第二脱線係数と呼ぶ。一方、通常の輪重定義による脱線係数は、第一脱線係数と呼び区別している。

## 測定方法
鉄道車両の走行試験などで、輪重と横圧を測定し、脱線係数などを指標に脱線に対する安全性が確認される。実際の走行における脱線係数を測定するためには、一般的には、車輪に貼り付けられたひずみゲージによって車輪に作用している輪重と横圧を測定する。測定用の輪軸（PQ輪軸）が使用される。輪重と横圧を分離して測定するため、車輪には板部がストレートな車輪（日本国内ではC形一体車輪と呼ばれる）が一般的に使用される。また、車輪ではなく、車軸の曲げ応力を測定することにより輪重、横圧を測定する方法もある。回転体である輪軸に貼り付けられたひずみゲージによる測定情報を、回転体の外（測定者・測定機器のある車内）へ出すために、スリップリングやテレメーターが用いられる。
上記のようなPQ輪軸を使用せずにより簡易的に脱線係数を測定する方法も研究されている。2009年（平成21年）には軸ばねのたわみ量、非接触センサによる車輪円盤の変形測定を利用して脱線係数を測定するPQモニタリング台車が開発された。